# مارغريت هاس
مارغريت هاس (بالإنجليزية: Margaret Hasse)‏ هي كاتِبة وشاعرة أمريكية، ولدت في 1950.

## وصلات خارجية
- الموقع الرسمي